# Collégiale Saint-Amé
Pour les articles homonymes, voir Saint Amé.
La collégiale Saint-Amé est une ancienne collégiale située à Douai. La collégiale est le premier lieu de culte référencé dans les annales de Douai, érigée vers 950 sur ordre du comte Arnoul Ier de Flandre. Son expansion lui permet de soutenir la création de l'université de Douai au XVIe siècle.

## Localisation

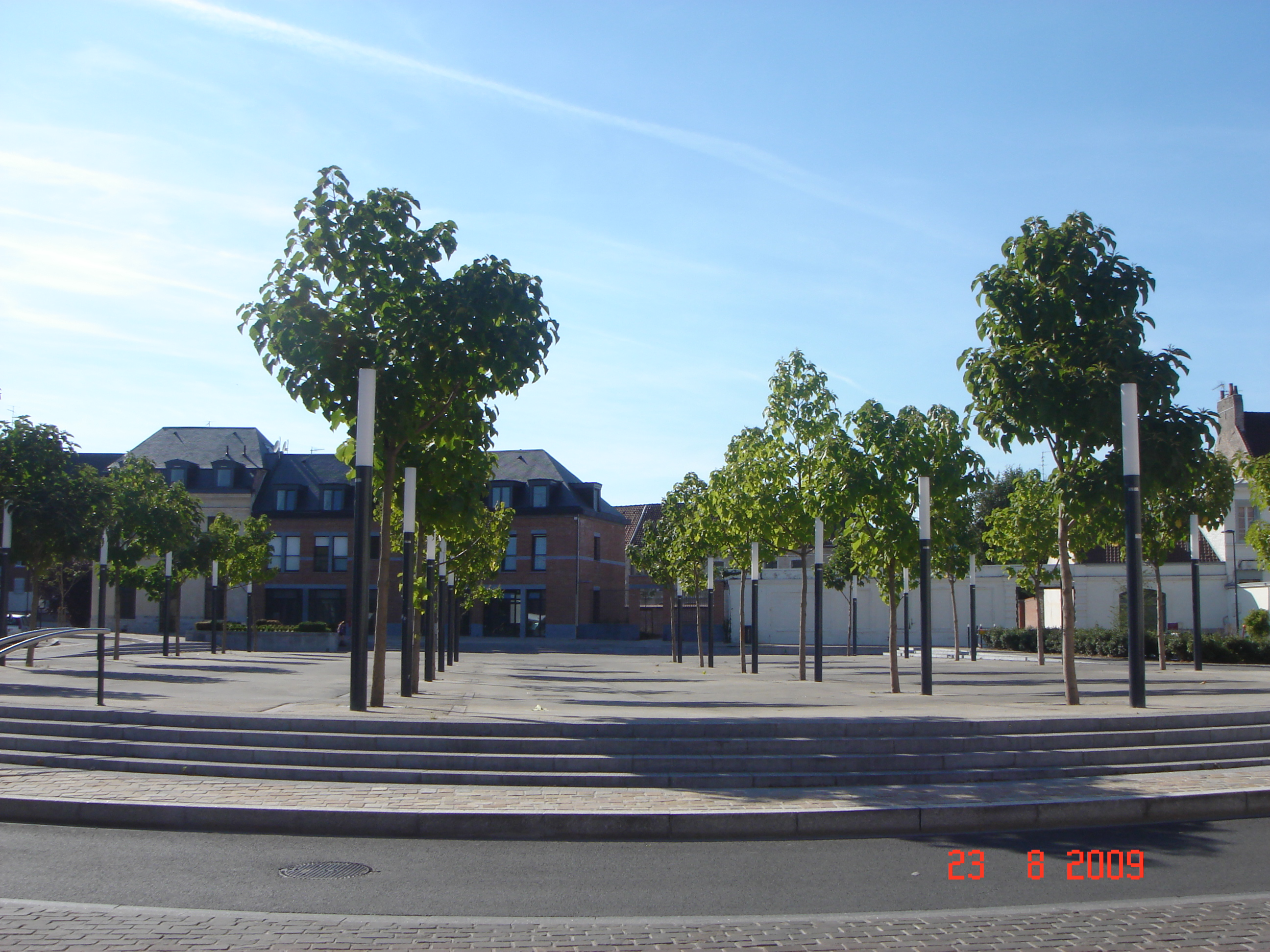
La place Saint-Amé à Douai.

La collégiale a été vendue et démolie en 1798. Seuls subsistent des vestiges archéologiques sous la place Saint-Amé à Douai.
Le projet de réaménagement de la place Saint-Amé a entrainé l'organisation de fouilles préventives confiées à la Direction de l’Archéologie Préventive de la communauté d'agglomération du Douaisis (DAPCAD).
Entre juin 2004 et novembre 2005 près de 2 500 m2 ont été explorés. Les vestiges des églises ont été reconnus et plus d’un millier de sépultures ont été mises au jour renseignant les modes d’inhumation, la hiérarchie sociale et l’état de santé des douaisiens depuis le Xe jusqu’au XVIIIe siècle.

## Origines vers 950
Fin du VIIe siècle, Mauront (Saint-Maurand) fonde un monastère en un lieu appelé Bruël, près de la Lys, sur l'actuelle Merville. Il cède la direction à Aimé de Sion dit Saint-Amé, évêque exilé sur l'ordre du roi Thierry III. Aimé de Sion y meurt en 690. Saint-Maurand meurt en 701 ou 702 à l'abbaye de Marchiennes, fondée par sa mère Rictrude de Marchiennes (Sainte-Rictrude).
Lors des invasions normandes, vers 870, les moines de Bruël se sont réfugiés à Soissons en emportant le corps de Saint-Amé, puis ils s'installent à Douai.
Vers 874, le roi Charles le Chauve, le comte de Flandre Baudouin Ier de Flandre (Baudouin Bras de fer), et l'évêque de Cambrai et Arras Jean leur accordent la permission de se fixer à Douai autour de l'église où ils avaient déposé les reliques de Saint-Amé et qui en portait depuis le nom.
Vers 950, le comte de Flandre Arnoul Ier de Flandre l'érige officiellement.
En 1076, Philippe Ier confirme la fondation de la collégiale et ses privilèges, garantis par Grégoire II, évêque de Cambrai et d'Arras en 1081.
Les moines ont changé leur état et leur habit de moine en chanoine.

## Miracle de l'hostie
En 1254, le visage du Christ portant une couronne d'épines et deux gouttes de sang aurait été vu dans une hostie consacrée dans la collégiale Saint-Amé, occasionnant des pèlerinages qui ont encore lieu régulièrement. Ce miracle serait apparu après qu'une hostie fut tombée au sol. Le célébrant, les chanoines et l'assemblée en avaient été également témoins.
L'évènement est notamment décrit dans Bonum universale de apibus par Thomas de Cantimpré (abbé de l'abbaye de Cantimpré à Cambrai) qui affirme s'être rendu sur place et l'avoir lui-même constaté après que l'évènement lui a été rapporté. L'hostie du miracle est conservée dans la collégiale Saint-Pierre.

## Siège de Douai
Après le siège de Douai de 1667 le 8 juillet 1667, Louis XIV se présenta par la porte de Valenciennes pour se rendre place Saint-Amé, lieu des origines de la ville et reçut la clé d'or des mains du corps municipal. Il se rendit à Saint-Amé où les hommages lui furent rendus par les ecclésiastiques et civils dans la chapelle du Saint-Sacrement. Il repartit le lendemain avec 2 000 chevaux vers Compiègne.

## Chanoines notables de Saint-Amé
- vers 1113 : saint Gossuin d'Anchin (mort le 9 octobre 1165), chanoine, puis abbé de l'abbaye Saint-Sauveur d'Anchin en 1130[9].

## Œuvres d'art

### Peintures de saint Alexis
Les peintures de saint Alexis sont désormais propriété de la commune d’Auberchicourt et conservés dans l’église. Il s'agit trois tableaux d'école flamande XVIIe siècle (toile et peinture à l'huile) provenant de la collégiale Saint-Amé sur le retour le mariage et la mort de saint Alexis, attribuées à Alexis l'Homme de Dieu.

### Sculpture de saint Maurand
Une sculpture en pierre peinte et dorée du XVIIe siècle (hauteur 116 cm) de saint Maurant, ou saint Maurand, est conservée à l'église Saint-Jacques de Douai. Il est représenté assis les pieds sur un socle, couronné avec dans sa main droite un sceptre et dans sa main gauche une maquette de la collégiale Saint-Amé.

## Documents
Les archives de la collégiale ont été déposées aux archives départementales du Nord en l'an XIII (1805). Deux mille cent chartes ont été recensées, les plus âgées datant du XIe siècle.
Le plus ancien manuscrit retrouvé dans les archives est un volume, contenant une règle pour les chanoines, donnée et sanctionne par le concile d'Aix-la-Chapelle en 816, tenu par l'autorité du roi Louis le Débonnaire.
Le premier titre de l'inventaire date de 1024.